# Johan Hedberg
Johan Hedberg (Nacka, 5 de maio de 1973) é um jogador de hóquei no gelo sueco que atua como goleiro pelo New Jersey Devils, da NHL.

## Carreira
Hedberg foi recrutado pelo Philadelphia Flyers em 1994 em 218.º lugar. Os Flyers optaram para chamá-lo para a América do Norte apenas se ele fosse convocado para a seleção sueca, supostamente devido à baixa estatura (1,82 metro) para os padrões do hóquei profissional. Mesmo quando ele passou a ser convocado para a seleção, seguiu sem ser chamado pelo Flyers, então em 1997 pagou do seu próprio bolso a passagem para os Estados Unidos e acabou indo defender o Baton Rouge Kingfish, da ECHL, o nível mais baixo do hóquei profissional na América do Norte. No ano seguinte, os Flyers trocaram seus direitos para o San Jose Sharks, que já tinham vários goleiros promissores em seu sistema. Com isso, Hedberg era o número 4.
Depois de passar anos nas ligas menores, Hedberg destacou-se na temporada de 2000-01 pelo Manitoba Moose. Eddie Johnston, ex-gerente geral do Pittsburgh Penguins, notou o sucesso, ignorou a estatura de Hedberg e indicou-o a Craig Patrick, gerente geral dos Penguins, que trocou o defendor Jeff Norton por Hedberg e Bobby Dollas. De imediato ele ganhou uma chance com os Penguins para a reta final da temporada de 2000-01. Ele colaborou para a campanha dos Penguins nos playoffs, quando o time chegou às finais de conferência, sendo derrotado pelo New Jersey Devils em cinco jogos. Durante a campanha, ele recebeu o apelido de "Moose" (alce, em inglês), por causa do capacete que usava, com um alce pintado, em homenagem ao Manitoba Moose, da AHL, time que ele defendia antes de ser contratado pelos Penguins.
Em agosto de 2003 Hedberg foi trocado para o Vancouver Canucks por uma escolha de segunda rodada. Com o contrato vencido e o locaute que cancelou a temporada de 2004-05, Hedberg foi jogar no Leksands, da Suécia, seu antigo clube, durante aquele ano. Para a temporada seguinte ele assinou contrato de um ano com o Dallas Stars; seu contrato seguinte foi com o Atlanta Thrashers, onde serviu como reserva de Kari Lehtonen, embora tenha sido o titular durante a temporada de 2007-08, por causa da contusão do titular. Ele ficou os quatro anos de seu contrato em Atlanta e, em 2010, foi contratado pelos Devils para ser o reserva de Martin Brodeur.